# Aborto na Rússia
Na Rússia, o aborto é legal até a 12ª semana de gravidez. Em 1920, a Rússia se tornou o primeiro país no mundo a permitir o aborto em todas as circunstâncias. Porém, ao longo do século XX a legislação sobre o aborto no país se modificou, sua proibição voltou a ser decretada em 1936 perdurando até 1954. Segundo dados da Organização das Nações Unidas, a Rússia tem o maior número de abortos por mulher em idade fértil do mundo, entre 15 e 44 anos, com cerca de 1,3 milhão de abortos (número absoluto) realizados por ano, o que equivale a 53,7 abortos para cada 1.000 mulheres. E isso se deve muito pelo fato de que no país há pouco ou nenhum nível de educação sexual.